# 196e Infanteriedivisie (Wehrmacht)
De 196e Infanteriedivisie (Duits: 196. Infanterie-Division) was een Duitse infanteriedivisie tijdens de Tweede Wereldoorlog. De divisie was het grootste deel van zijn bestaan in actie en als bezettingsmacht in Noorwegen. Zomer 1944 werd de divisie naar het oostfront gestuurd en daar snel vernietigd.

## Geschiedenis

### Oprichting en training
De 196e Infanteriedivisie werd opgericht op 27 november 1939 bij Danzig in Wehrkreis XX. De 196e Infanteriedivisie was een divisie van de 7e Aufstellungswelle. Deze Welle werd samengesteld eind 1939, toen de Wehrmacht zich voorbereidde op de Slag om Frankrijk. In deze 7e Welle-eenheden werden de antitankdetachementen ondersteund door een fietscompagnie. Ze waren bewapend met Duits materieel, in plaats van met het Tsjechoslowaakse materieel van de 5e en 6e Welle. Tegen  10 januari 1940 was de divisie op volledige sterkte nadat Feldersatz-Bataillone 6, 16 en 61 waren toegevoegd. De verdere training werd tegen april 1940 afgerond. 

### Noorwegen

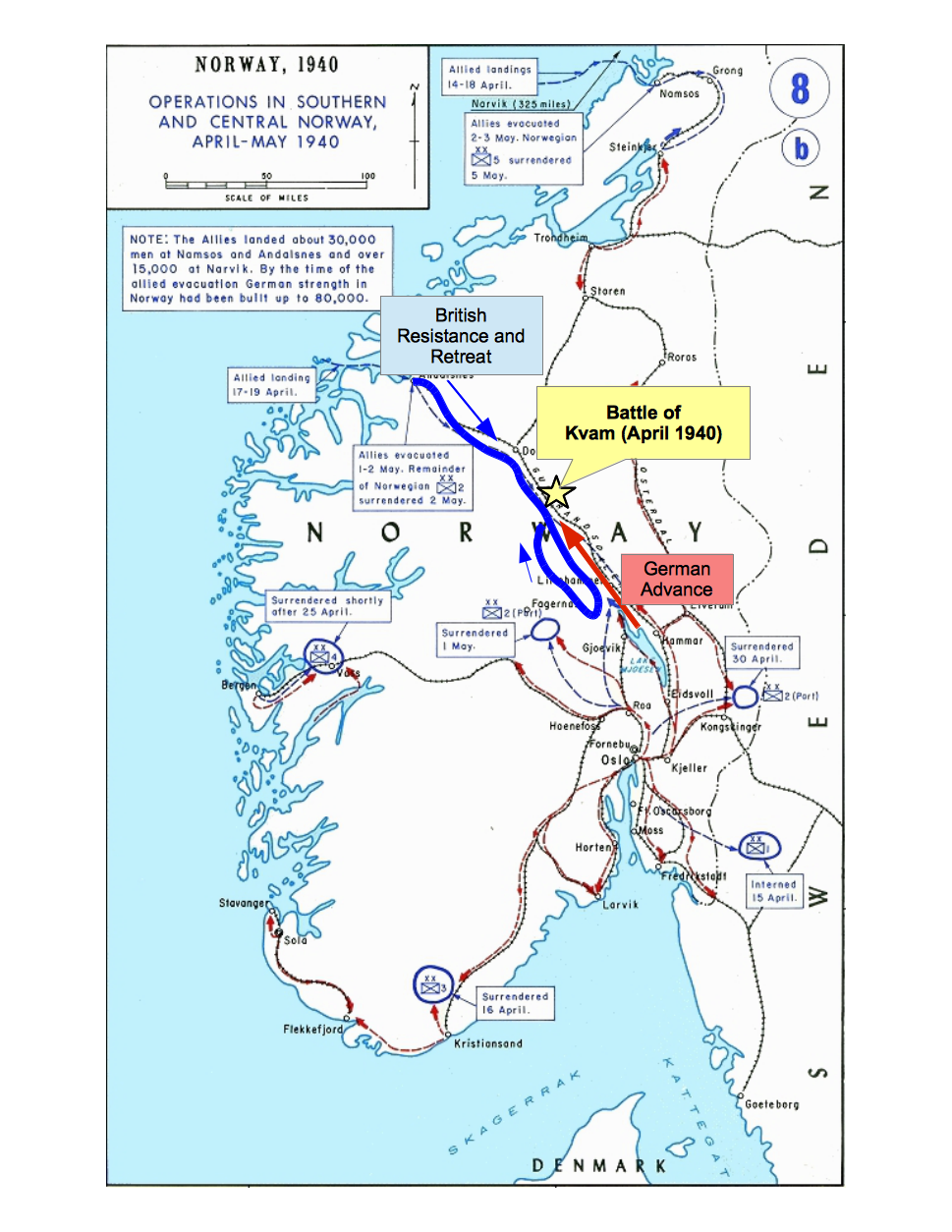
De Slag om Kvam

Vanaf 10 april 1940 was de divisie deel van de aanval op Noorwegen Operatie Weserübung. De divisie was deel van het 2e echelon en zou landen in Oslo. De divisie werd op 10 april per vrachtschip verplaatst langs de westkust van Zweden. In de avond werden twee van de vrachtschepen, de Wiegbert en de Friedenau , door de Britse onderzeeër HMS Triton tot zinken gebracht ten noordwesten van Göteborg, waarna 900 soldaten de schepen de diepte in volgden. Nadat de divisie Oslo had bereikt , werden ze gesplitst in twee groepen. Kampfgruppe Ost werd ingezet om het gebied ten zuidoosten van de stad tot aan de Zweedse grens te beveiligen. Kampfgruppe West  trok noordwaarts via Österdal en Gudbrandsdalen. Tijdens hun opmars vochten ze tegen Noorse en Britse troepen. Er was gevechtscontact met Britse troepen bij Lillehammer op 21 april 1940 en versterkt een paar dagen later in de Slag om Kvam. Na de Noorse capitulatie bleef de divisie in Noorwegen, in de streek rond Trondheim, voor bezettingstaken en kustbewaking. Een rol die de divisie jarenlang vervulde.
Op 11 september 1940 werd Infanterie-Regiment 345 afgegeven aan de 199e Infanteriedivisie. Daarmee werd de divisie slechts twee regimenten sterk. Niet veel later werd de divisie gedeeltelijk voorzien van berg-uitrusting (o.a. met Oostenrijkse berghouwitsers). Op 6 januari 1944 werd de divisie op de standaard van een Ostfront-Division gebracht.

### Oostfront
Door de vernietiging van Heeresgruppe Mitte waren er snel troepen nodig om de gaten aan het oostfront te helpen dichten. Daarom werd tegen eind juni 1944 het grootste deel van de divisie op transport gezet naar Litouwen. De divisie kwam in juli 1944 aan op het slagveld rond Kaunas en werd later ingezet bij Marijampolė en Kalvarija. Tijdens deze gevechten werd de divisie grotendeels vernietigd.

### Einde
De 196e Infanteriedivisie werd officieel opgeheven op 15 september 1944 bij Gołdap.
De gevechtsonderdelen (Grenadier-Regimenten 340 en 362) werden toegevoegd aan de 131e Infanteriedivisie (deze divisie was de “buurman” aan het front op dat moment). Div.Füs.Btl. 196 werd Korps-Sturm-Abt. 427. De delen van Artillerie-Regiment 233 (waren alleen staf en III. Abteilung) werden toegevoegd aan de Artillerie-Regimenten 14, 150 en 240. Nachr.Abt. 233 werd Nachr.Abt. 1541. Delen gingen ook naar de nieuwe 361e Volksgrenadierdivisie op Oefenterrein Wahn.
In Noorwegen waren enkele volgende onderdelen achtergebleven. De Aufkl.Abt. 233 was al in april 1944 omgedoopt in II./Radf.Aufkl.Rgt. Norwegen. De resterende delen van Artillerie-Regiment 233 werden II./Art .Rgt. 269 en Fest.Art.Abt. 1048.

## Commandanten

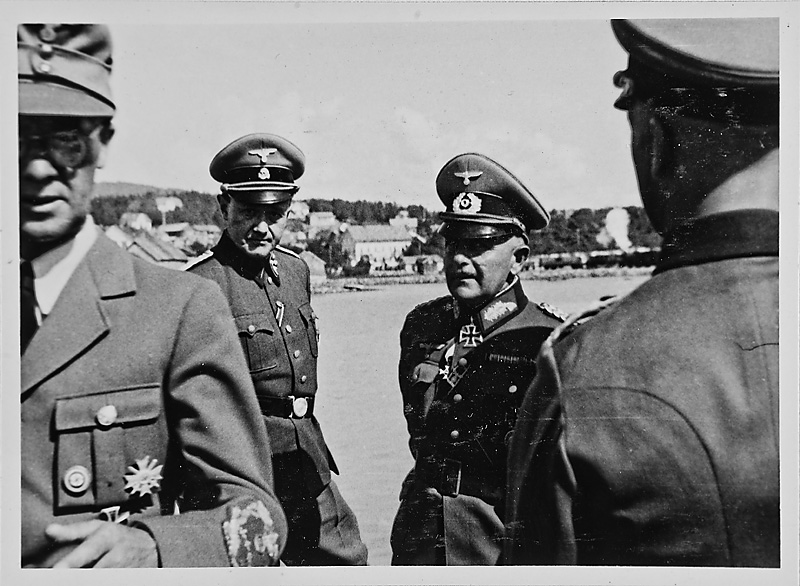
Generalmajor Franek (midden) in 1942

| Rang                                                                       | Naam                | Begin            | Eind             |
| -------------------------------------------------------------------------- | ------------------- | ---------------- | ---------------- |
| Generalmajor vanaf 1 juni 1940 Generalleutnant                             | Richard Pellengahr  | 27 november 1939 | 1 maart 1943     |
| Oberst vanaf 20 april 1942 Generalmajor vanaf 1 april 1943 Generalleutnant | Dr. Fritz Franek    | 1 maart 1943     | 24 december 1943 |
| Oberst                                                                     | Kurt Möhring        | 24 december 1943 | februari 1944    |
| Oberst                                                                     | Klinge              | februari 1944    | juni 1944        |
| Oberst vanaf 1 augustus 1944 Generalmajor                                  | Friedrich von Unger | juni 1944        | september 1944   |

## Bovenliggende bevelslagen
| Legerkorps           | Leger           | Legergroep         | Plaats/regio | Begin            | Eind              |
| -------------------- | --------------- | ------------------ | ------------ | ---------------- | ----------------- |
| Stellv.Gen.Kdo. XX   |                 | Wehrkreis X        | Heimat       | 27 november 1939 | 5 maart 1940      |
| Armeegruppe XXI      |                 | OKW                | Noorwegen    | 5 maart 1940     | 14 augustus 1940  |
| H.Kdo. z.b.V. XXXIII | Armeegruppe XXI | OKW                | Trondheim    | 14 augustus 1940 | 19 december 1940  |
| H.Kdo. z.b.V. XXXIII | Armee Norwegen  | OKW                | Trondheim    | 19 december 1940 | 23 januari 1943   |
| 33e Legerkorps       | Armee Norwegen  | OKW                | Trondheim    | 23 januari 1943  | juli 1944         |
| 26e Legerkorps       | 3. Panzerarmee  | Heeresgruppe Mitte | Litouwen     | medio juli 1944  | eind juli 1944    |
| 27e Legerkorps       | 4. Armee        | Heeresgruppe Mitte | Litouwen     | eind juli 1944   | 15 september 1944 |

## Samenstelling
- Infanterie-Regiment 340
- Infanterie-Regiment 345
- Infanterie-Regiment 362
- Artillerie-Regiment 233 (vier Abteilungen)
- Panzerjäger-Abteilung 233 (antitankbataljon)
- Fahrrad-Schwadron 233 (fietscompagnie)
- Pionier-Bataillon 233 (geniebataljon)
- Feldersatz-Bataillon 233 (vervangingsbataljon)
- Nachrichtenabteilung 233 (verbindingsbataljon)
- Nachschubstruppen (bevoorradingstroepen)